# ガンビアの在外公館の一覧

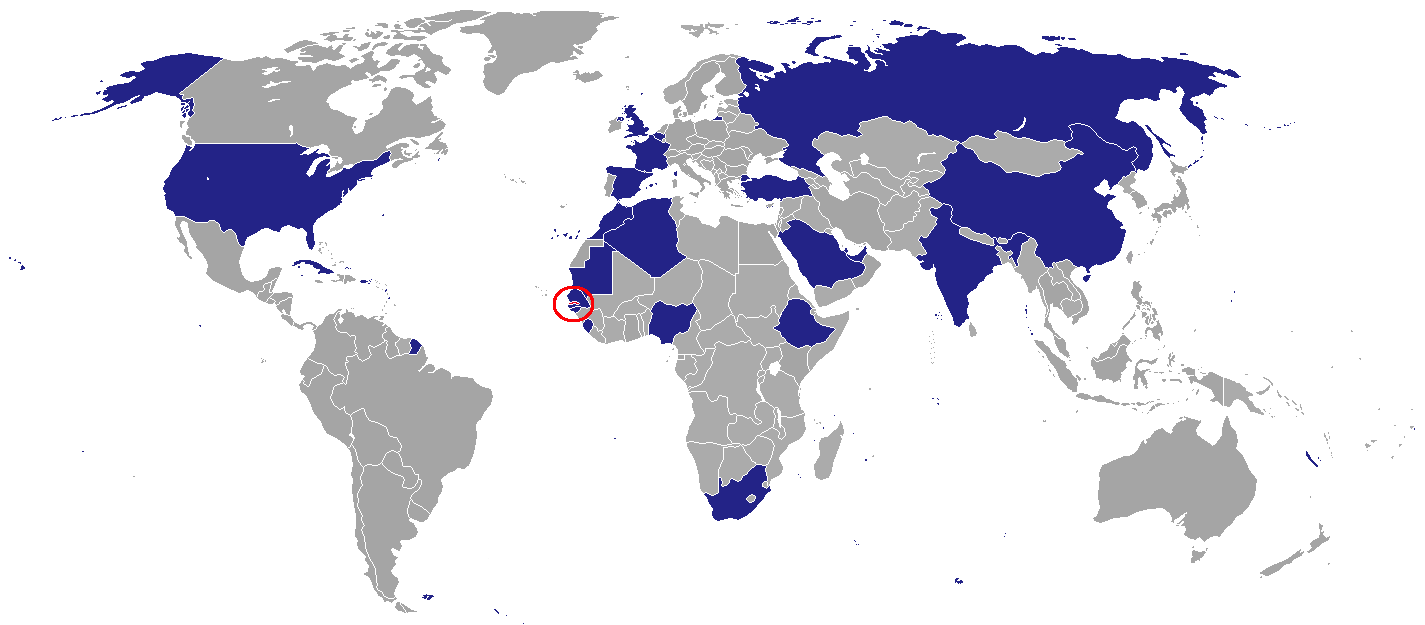
ガンビアの在外公館

ガンビアの在外公館の一覧では、ガンビア共和国が派遣している外交使節団（大使館、総領事館等）を挙げる。ガンビアはアフリカの中でも小国であり、その外交ネットワークは限られている。ガンビアはイギリス連邦の加盟国であり、加盟国間においては、大使館の代わりに高等弁務官事務所が設置されている。
ガンビアは1995年に中華民国を承認し、台湾に大使館も開設していたが、2013年に国家承認を取り消したため大使館も閉鎖された。

## アジア
- 中華人民共和国
  - 在中華人民共和国大使館 (北京)
- インド
  - 在インド大使館 (ニューデリー)
- マレーシア
  - 在マレーシア大使館 (クアラルンプール)

## アメリカ
- アメリカ合衆国
  - 在アメリカ合衆国大使館 (ワシントンD.C.)
- キューバ
  - 在キューバ大使館 (ハバナ)

## ヨーロッパ
- イギリス
  - 在イギリス高等弁務官事務所 (ロンドン)
- フランス
  - 在フランス大使館 (パリ)
- ベルギー
  - 在ベルギー大使館 (ブリュッセル)
- ロシア
  - 在ロシア大使館 (モスクワ)

## 中東
- アラブ首長国連邦
  - 在アラブ首長国連邦大使館 (アブダビ)
- イラン
  - イラン大使館 (テヘラン)
- カタール
  - 在カタール大使館 (ドーハ)
- サウジアラビア
  - 在サウジアラビア大使館 (リヤド)
  - 在ジッダ総領事館 (ジッダ)

## アフリカ
- エチオピア
  - 在エチオピア大使館 (アディスアベバ)
- ガーナ
  - 在ガーナ高等弁務官事務所 (アクラ)
- ギニアビサウ
  - 在ギニアビサウ大使館 (ビサウ)
- シエラレオネ
  - 在シエラレオネ高等弁務官事務所 (フリータウン)
- セネガル
  - 在セネガル大使館 (ダカール)
- モーリタニア
  - 在モーリタニア大使館 (ヌアクショット)
- モロッコ
  - 在モロッコ大使館 (ラバト)
- ナイジェリア
  - 在ナイジェリア高等弁務官事務所 (アブジャ)
  - 在ラゴス副高等弁務官事務所 (ラゴス)
- 南アフリカ共和国
  - 在南アフリカ高等弁務官事務所 (プレトリア)

## 国際機関代表部
- 国際連合代表部 (ニューヨーク)
- 欧州連合代表部 (ブリュッセル)
- アフリカ連合代表部 (アジスアベバ)
- ウィーン国際機関代表部 (ウィーン)
- 西アフリカ諸国経済共同体代表部 (アブジャ)